# Eskilstunakista

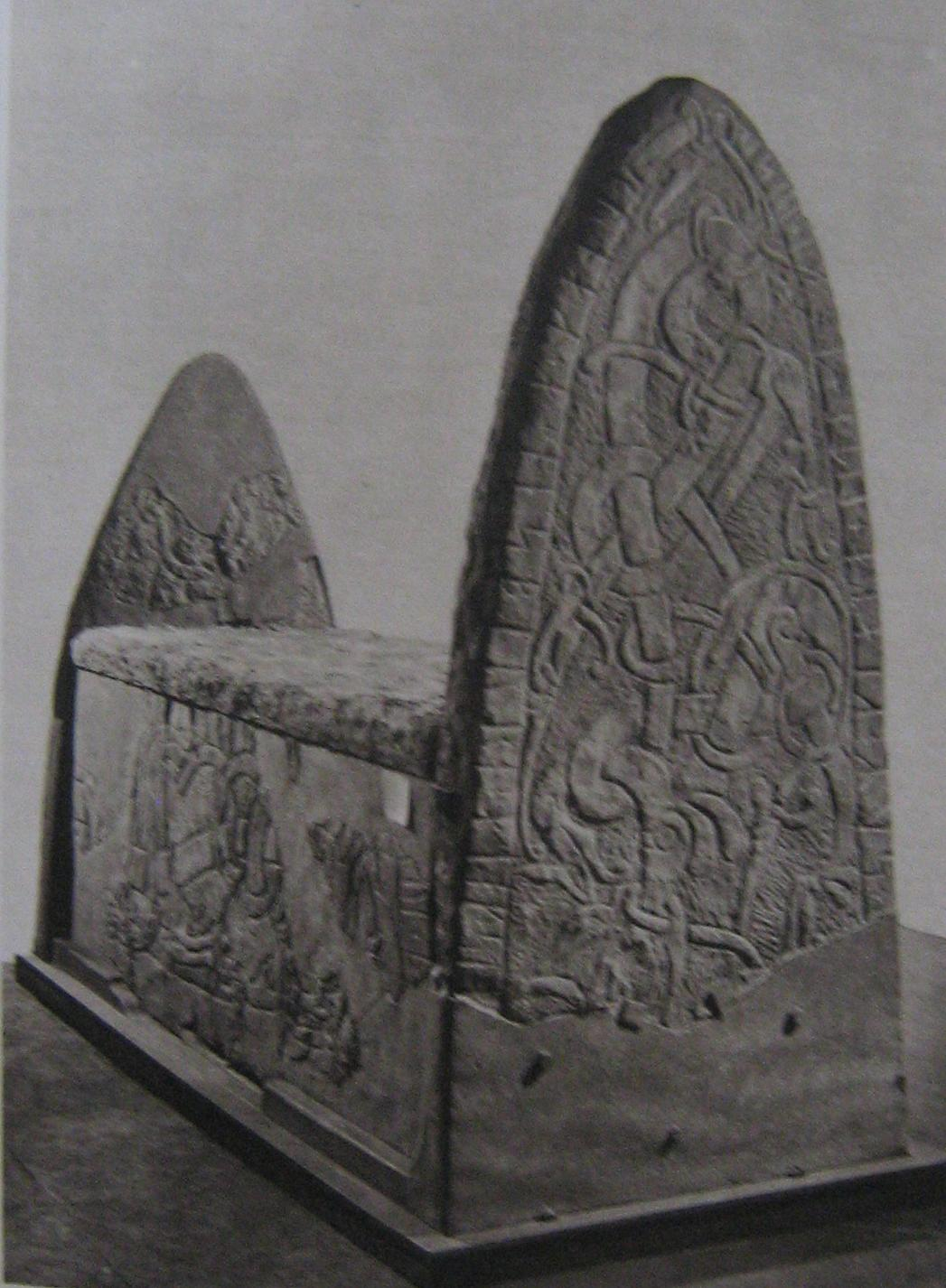
Eskilstunakista. Denna (runristning med signum Sö 356), daterad till 1000-talets andra hälft, utförd av stenhuggaren Näsbjörn och runristaren Tove, är den som gett kistorna deras namn. Kistan som påträffades 1912 i Eskilstuna finns idag på Statens historiska museum.

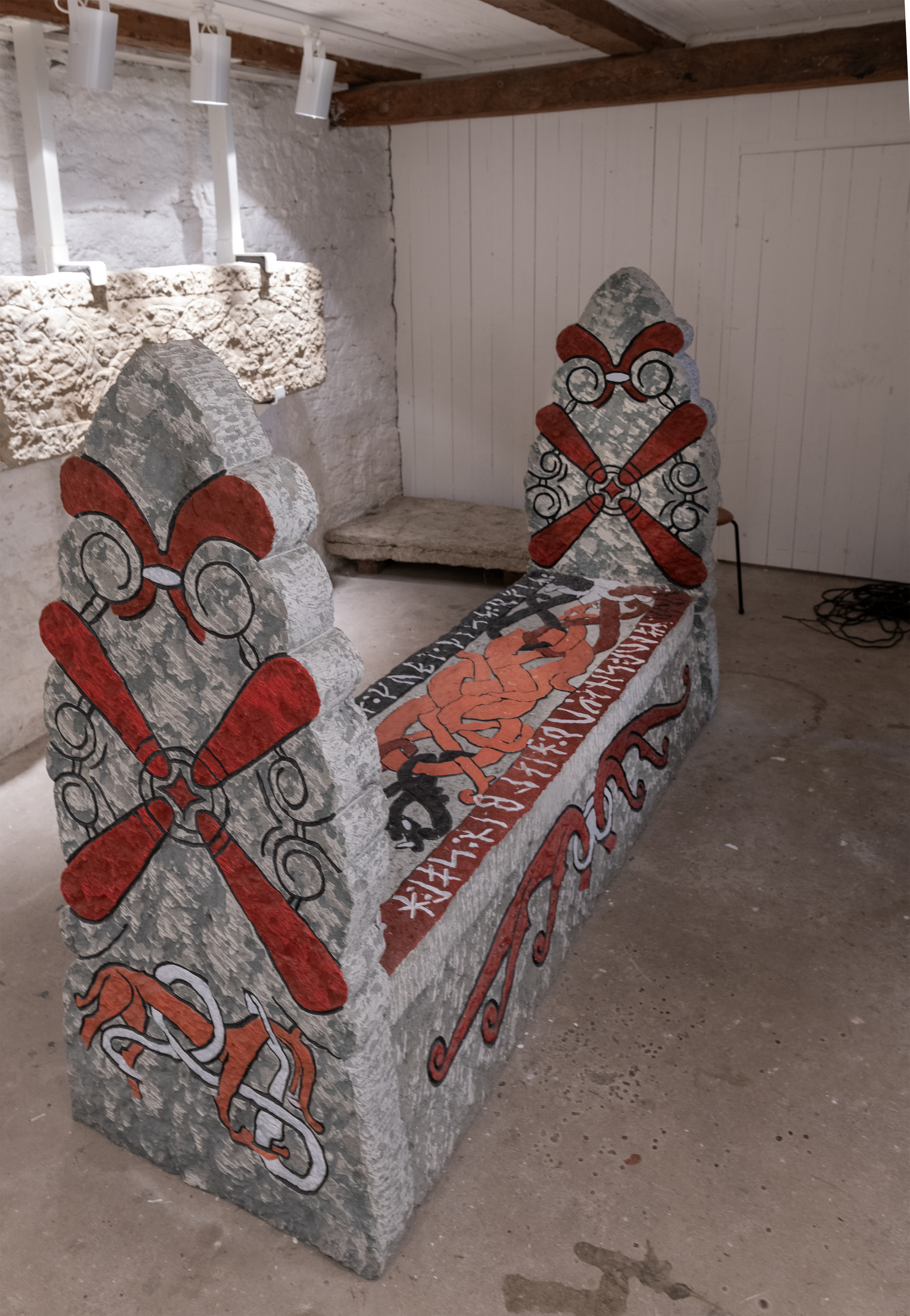
Rekonstruerad kista. Finns i litet museum vid Örberga kyrka.

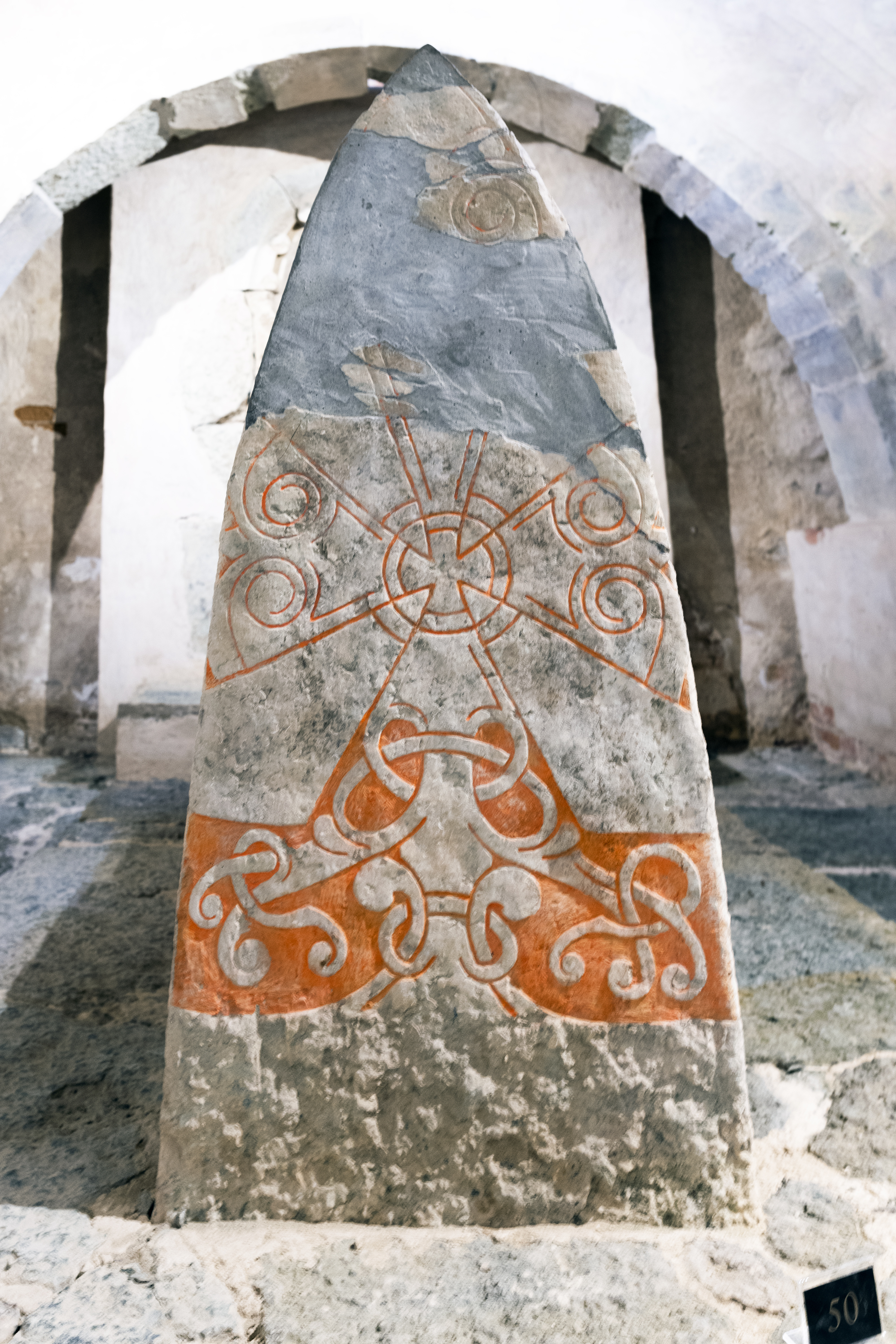
Rekonstruerad kista. Finns i Vreta kloster magasin.

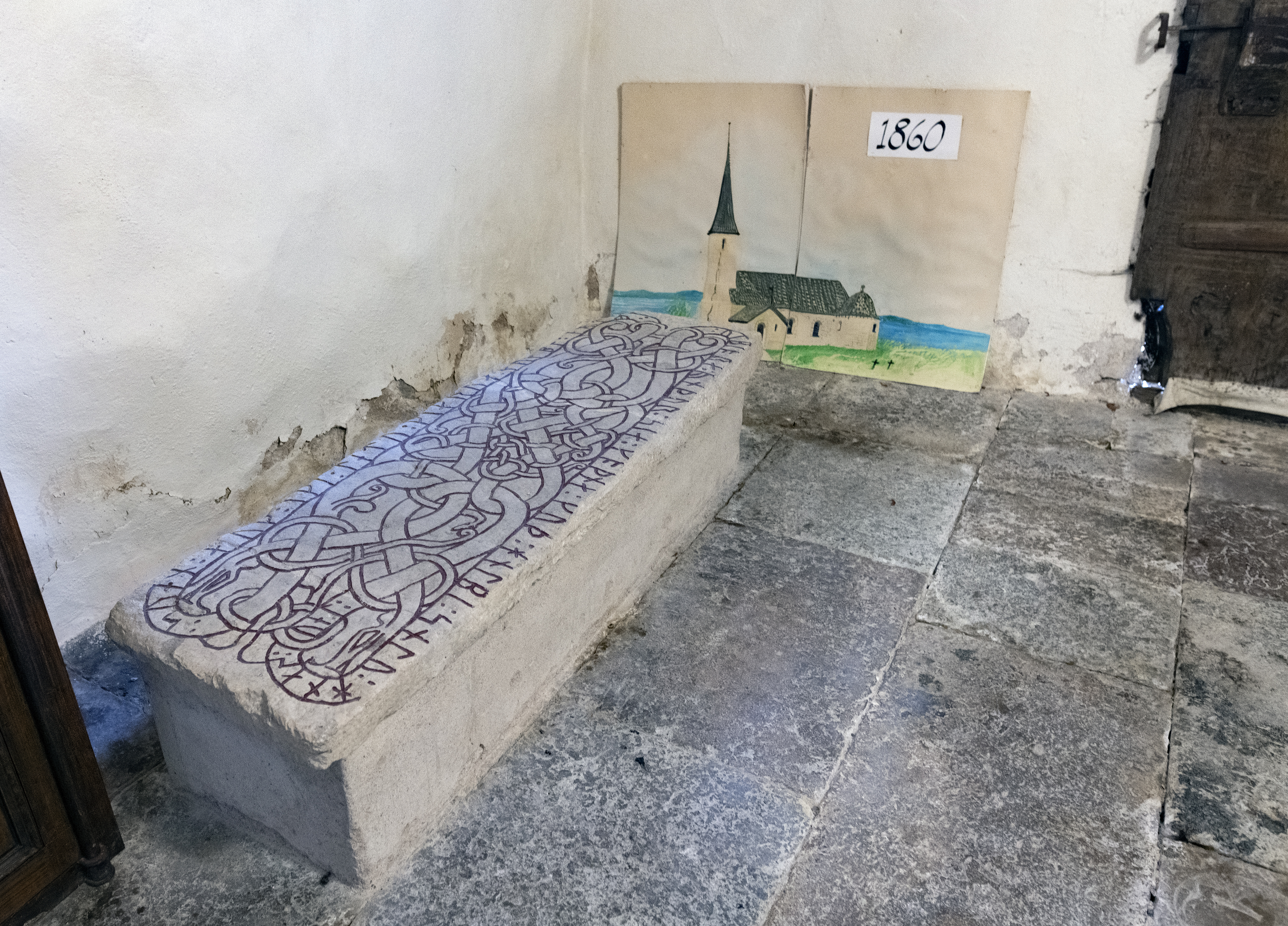
Lockhäll Eskilstunakista Östra Skrukeby kyrka 02

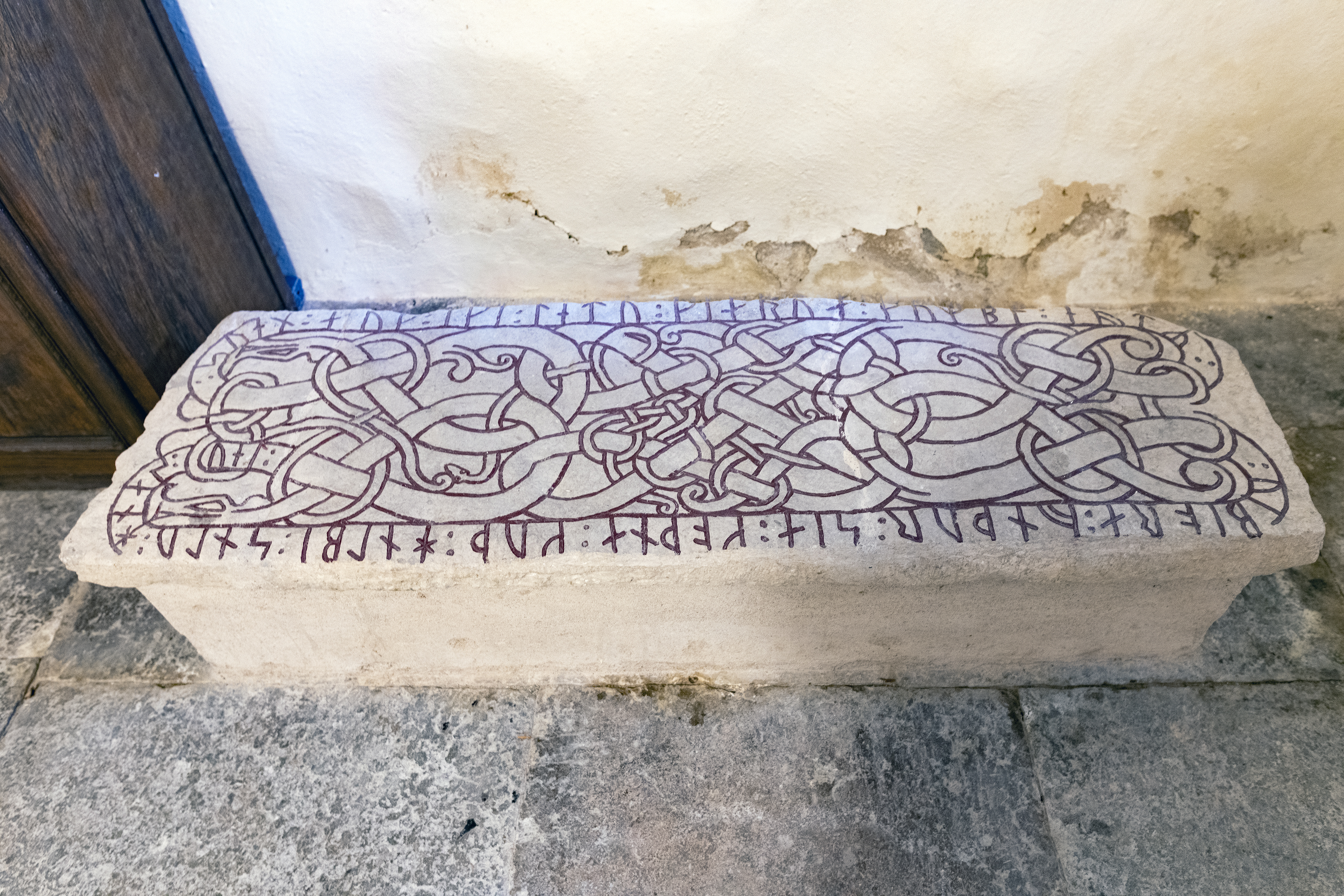
Lockhäll Eskilstunakista Östra Skrukeby kyrka 01

Eskilstunakista är en svensk benämning på ett tidigt kristet gravmonument, som skapats med inspiration från den anglosaxiska traditionen, där man lät begrava högt ärovördiga personer i en särskilt utformad stenkista. En Eskilstunakista har däremot aldrig varit avsedd för den avlidnes stoft, utan den placerades ovanpå den dödes gravplats. Kistorna består av fem stycken ornerade stenhällar; två sidohällar, två gavelhällar och en lockhäll. Namnet kommer av det första exemplaret av en komplett kista som hittades i Eskilstuna, senare har även andra upphittade fragment och hällar av samma slag identifierats som Eskilstunakistor.
Eskilstunakistan är en speciellt utformad stenkista med en toppig gavelhäll i vardera änden. Gavelhällarna kan liksom lockhällarna vara dekorerade med runslingor och inskrifterna är av ungefär samma typ som på runstenar, till exempel: X lät göra detta minnesmärke över Y, sin gode släkting. Gud hjälpe hans själ.  De äldre från Öster- och Västergötland är för det mesta ornerade i Ringerikestil. Under andra hälften av 1000-talet spred sig gravtypen även till Södermanland, Närke och Öland där kistorna ofta blev präglade i en senare vikingatida stil, Urnesstilen.

## Namnet
Den första kistan av denna typ hittades 1912 i Eskilstuna och man trodde då att detta var något speciellt för just den orten, varmed dessa fick heta "Eskilstunakistor". Senare hittades emellertid likartade och närbesläktade kistor på många andra håll i Sverige. Särskilt rikligt förekommer de i Östergötland, vid Hovs kyrka lär det ha funnits fyrtio stycken. Ett stort antal finns också Västergötland. Eftersom de finns även på andra orter används även den generellare benämningen "tidigkristna gravmonument".

## Allmänt
Tidigt kristna gravmonument uppfördes ofta vid de första kyrkorna i Sverige, särskilt i Götaland. De uppträder som en kristen gravsed under tiohundratalet och består av kalkstenshällar med ornamentik och runinskrifter vars utseende påminner om de på samtida runstenar. Hällarna indelas efter sin funktion i kistans uppbyggnad i gavelhällar, lockhällar och sidohällar. Många saknar dock sidohällar och i sådana fall har locken lagts direkt på marken.
Framför allt lock- och gavelhällarna kan vara rikt ornerade och försedda med runinskrifter. Dessa gravmonument är speciellt vanliga i Dals härad i västra Östergötland, och landets största samling av sådana fragment har hittats i Köpings kyrka, Öland, (se Ölands runinskrifter Köping). 

Kistorna i sig innehåller inga skelett utan var avsedda som ett monument över den döde. Utgrävningen av två Eskilstunakistor vid Husaby i Västergötland, visade dock att man hade gravlagt på den berörda platsen vid tre olika tillfällen vardera, men att det understa lagret och möjligen även det mellersta var äldre än Eskilstunakistan.

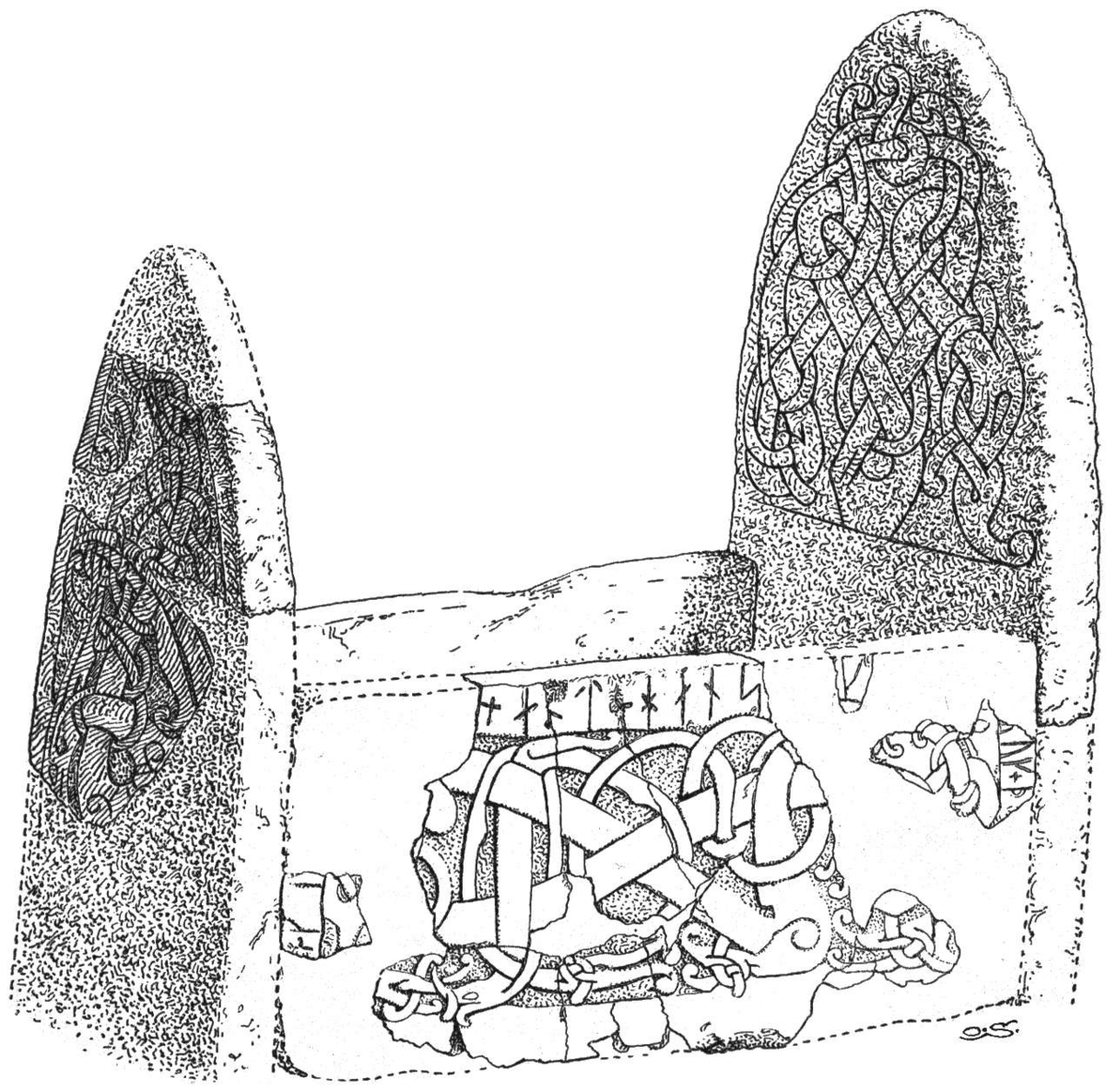
Teckning av L. Qviström inför rekonstruktionen av kistan från Eskilstuna. Publicerad av S. Lindqvist 1915.
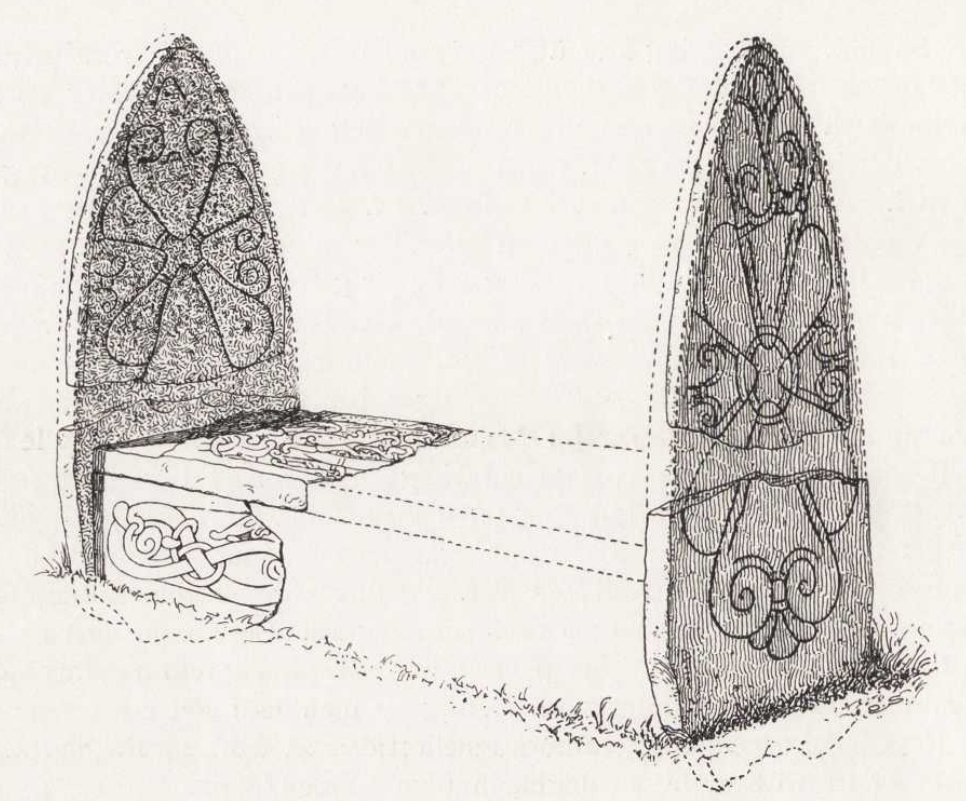
Förslag till rekonstruktion av en snarlik kista, efter fynd av fragment i Husaby, Västergötland. (Ernst Fischer 1918)

## Efterföljare
På en del platser, som i Västergötland och på Gotland, ersattes dessa kistor i 1000-talets slut eller 1100-talets början med stavkorshällar, vilka för Gotlands del även kan förekomma vid altaret inne i kyrkorna och på ett sådant sätt att de bör tolkas som gravar. En parallell, eller föregångare, till stavkorshällen är den i Västergötland mycket vanligt förekommande liljestenen.